# Knivspids
En knivspids er en måleenhed for rumfang ved madlavning. Der kan i en opskrift stå "tilsæt en knivspids salt." Det er hvad der kan ligge af salt på den yderste spids af en køkkenkniv. Man siger normalt at der går 20-25 knivspidse til en teske, så der er tale om en lille mængde.
En knivspids salt vejer ca. 1/4 g, hvorimod en knivspids sukker vejer ca. 1/3-1/2 g.
| Enhed     | Forkortelse | I andre enheder                                  | SI-enheder                         |
| --------- | ----------- | ------------------------------------------------ | ---------------------------------- |
| Knivspids | knsp.       | 1 knivspids = 0,25 ml (ca.)[kilde mangler]       | = 2,5·10-7 m3 (ca.)[kilde mangler] |
| Teske     | tsk.        | 1 tsk. = 5 ml = 20-24 knivspidser[kilde mangler] | = 5·10-6 m3[kilde mangler]         |
| Spiseske  | spsk.       | 1 spsk. = 15 ml = 3 tsk.[kilde mangler]          | = 1,5·10-5 m3[kilde mangler]       |
| Deciliter | dl          | 1 dl = 0,1 l = 6-7 spsk.[kilde mangler]          | = 1·10-4 m3                        |
| Liter     | l           | 1 l = 10 dl                                      | = 1·10-3 m3                        |
| Gram      | g           | 1.000 g = 1 kg                                   | = 1·10-3 kg                        |
| Kilogram  | kg          | 1 kg = 1.000 g                                   | = 1 kg                             |